# Cireglio
Cireglio è una frazione montana del comune di Pistoia nell'omonima provincia.

## Monumenti e luoghi d'interesse
- Chiesa dei Santi Maria e Pancrazio (Pistoia). La prima citazione di una chiesa a Cireglio risale al 998; questa divenne pieve nel XI secolo e, nel secolo successivo, subì una riedificazione. L'attuale parrocchiale fu costruita dopo la seconda guerra mondiale e consacrata il 12 maggio 1956[2].